# Oğuzhan Özyakup
Oğuzhan Özyakup, né le 23 septembre 1992 à Zaandam (Pays-Bas), est un footballeur international turc qui évolue au poste de milieu de terrain au Fortuna Sittard.
Il possède également la nationalité néerlandaise.

## Biographie

### En club
Issu d'une famille turque originaire de Trabzon, Oğuzhan Özyakup est né à Zaandam dans la province d'Hollande-Septentrionale. Il est formé dans le club néerlandais de l'AZ Alkmaar, où, dès 15 ans, il joue plusieurs matchs avec l'équipe réserve. L'entraîneur de l'équipe première, Louis van Gaal, l'intègre au sein du groupe professionnel lors des entraînements en 2007 et 2008.
En septembre 2008, alors qu'il est courtisé par des clubs comme Manchester United, l'Inter Milan ou le Real Madrid, Oğuzhan Özyakup rejoint le club anglais de l'Arsenal Football Club et intègre les équipes jeunes.
Le 20 septembre 2011, Oğuzhan Özyakup fait sa première apparition avec l'équipe première de l'Arsenal FC à l'occasion du match de League Cup face à Shrewsbury Town. Il remplace Emmanuel Frimpong à la 77e minute du match et les Gunners l'emportent 3-1. 
Le 9 juin 2012, le milieu turc signe en faveur du Beşiktaş JK, le transfert prenant effet le 1er juillet suivant.
Le 28 mai 2017, fraîchement sacré champion de Turquie avec le Beşiktaş JK (football) pour la deuxième année de suite, il déclare alors : "J'ai atteint mes objectifs avec Beşiktaş Jimnastik Kulübü, j'ai également des objectifs en Europe. "
Le 29 janvier 2020, Özyakup est prêté au Feyenoord Rotterdam jusqu'à la fin de la saison.

### En sélection
En 2009, il participe au Championnat d'Europe des moins de 17 ans avec l'équipe des Pays-Bas. Promu capitaine, Oğuzhan Özyakup et son équipe atteignent la finale mais sont battus 2-1 par l'Allemagne, pays organisateur,.
En février 2012, lors d'une interview, il déclare qu'il choisit la sélection turque pour la suite de sa carrière,. Le même mois, il est convoqué en équipe de Turquie espoirs pour disputer le match face au Danemark mais n'entre pas en jeu.
Le 14 août suivant, Özyakup prend part à son premier match avec l'équipe de Turquie espoirs en entrant à la 61e minute à la place d'Emre Çolak. Il se distingue en marquant l'unique but de la rencontre moins de 25 minutes après son entrée en jeu.

## Statistiques
| Saison                | Club                       | Championnat           | Championnat | Championnat | Coupe nationale | Coupe nationale | Coupe de la Ligue | Coupe de la Ligue | Supercoupe | Supercoupe | Compétition(s) continentale(s) | Compétition(s) continentale(s) | Compétition(s) continentale(s) | Turquie | Turquie | Total | Total |
| Saison                | Club                       | Division              | M.          | B.          | M.              | B.              | M.                | B.                | M.         | B.         | Comp.                          | M.                             | B.                             | M.      | B.      | M.    | B.    |
| 2011-2012             | Arsenal                    | Premier League        | -           | -           | -               | -               | 2                 | 0                 | -          | -          | -                              | -                              | -                              | -       | -       | 2     | 0     |
| Sous-total            | Sous-total                 | Sous-total            | -           | -           | -               | -               | 2                 | 0                 | -          | -          | -                              | -                              | -                              | -       | -       | 2     | 0     |
| 2012-2013             | Beşiktas JK                | Süper Lig             | 28          | 3           | 2               | 0               | -                 | -                 | -          | -          | -                              | -                              | -                              | -       | -       | 30    | 3     |
| 2013-2014             | Beşiktas JK                | Süper Lig             | 26          | 6           | 1               | 0               | -                 | -                 | -          | -          | C3                             | 2                              | 1                              | 5       | 0       | 34    | 7     |
| 2014-2015             | Beşiktas JK                | Süper Lig             | 25          | 2           | 6               | 0               | -                 | -                 | -          | -          | C1+C3                          | 4+7                            | 0+1                            | 3       | 0       | 45    | 3     |
| 2015-2016             | Beşiktas JK                | Süper Lig             | 31          | 9           | 5               | 1               | -                 | -                 | -          | -          | C3                             | 5                              | 0                              | 13      | 1       | 54    | 11    |
| 2016-2017             | Beşiktas JK                | Süper Lig             | 29          | 5           | 1               | 0               | -                 | -                 | 1          | 0          | C1+C3                          | 4+5                            | 0+0                            | 3       | 0       | 43    | 5     |
| 2017-2018             | Beşiktas JK                | Süper Lig             | 24          | 0           | 5               | 0               | -                 | -                 | 1          | 0          | C1                             | 7                              | 0                              | 7       | 0       | 44    | 0     |
| 2018-2019             | Beşiktas JK                | Süper Lig             | 19          | 1           | -               | -               | -                 | -                 | -          | -          | C3                             | 10                             | 2                              | 10      | 0       | 39    | 3     |
| 2019-2020             | Beşiktas JK                | Süper Lig             | 12          | 1           | 3               | 0               | -                 | -                 | -          | -          | C3                             | 5                              | 0                              | -       | -       | 20    | 1     |
| Sous-total            | Sous-total                 | Sous-total            | 194         | 26          | 23              | 1               | -                 | -                 | 2          | 0          | -                              | 49                             | 4                              | 41      | 1       | 309   | 32    |
| 2019-2020             | Feyenoord Rotterdam (prêt) | Eredivisie            | 1           | 1           | -               | -               | -                 | -                 | -          | -          | -                              | -                              | -                              | -       | -       | 1     | 1     |
| Sous-total            | Sous-total                 | Sous-total            | 1           | 1           | -               | -               | -                 | -                 | -          | -          | -                              | -                              | -                              | -       | -       | 1     | 1     |
| Total sur la carrière | Total sur la carrière      | Total sur la carrière | 195         | 28          | 23              | 1               | 2                 | 0                 | 2          | 0          | -                              | 49                             | 4                              | 41      | 1       | 312   | 34    |

## Palmarès
- Pays-Bas -17 ans
  - Finaliste du championnat d'Europe en 2009.
- Championnat de Turquie en 2016 et 2017